# Mały Nicky
Mały Nicky (ang. Little Nicky) – amerykański film komediowy z gatunku fantasy z 2000 roku w reżyserii Stevena Brilla. Wyprodukowany przez New Line Cinema.
Premiera filmu miała miejsce 2 listopada 2000 roku w Stanach Zjednoczonych oraz 20 lipca 2001 roku w Polsce.

## Fabuła
Rodzinne życie obfituje w konflikty nawet w piekle. Dwaj zbuntowani starsi synowie szatana, Adrian (Rhys Ifans) i Cassius (Tommy „Tiny” Lister Jr.), postanawiają udowodnić ojcu, że świetnie poradzą sobie bez jego królestwa i władzy. Opuszczają rodzinny Hades i udają się do Nowego Jorku, gdzie zamierzają stworzyć własne piekło na ziemi.

## Obsada
Źródło: Filmweb
- Adam Sandler jako Nicky
- Rhys Ifans jako Adrian
- Patricia Arquette jako Valerie
- Harvey Keitel jako szatan
- Reese Witherspoon jako Holly
- Rodney Dangerfield jako lucyfer
- Allen Covert jako Todd
- Peter Dante jako Peter
- Jonathan Loughran jako John
- Laura Harring jako pani Dunleavy
- Erinn Bartlett jako Fenner
- George Wallace jako burmistrz
- Carl Weathers jako Chubbs Peterson
- Tommy „Tiny” Lister Jr. jako Cassius

## Odbiór krytyczny
Film otrzymał negatywne recenzje; serwis Rotten Tomatoes w oparciu o opinie ze 116 recenzji przyznał mu wynik 22%.